# Amphithéâtre de Statilius Taurus
L'amphithéâtre de Statilius Taurus (en latin : Amphitheatrum Statilii Tauri) est le premier amphithéâtre permanent construit à Rome.

## Localisation

### Première hypothèse
L'amphithéâtre est construit sur le Champ de Mars mais sa localisation précise demeure incertaine et sujette à débats. Selon une première hypothèse, basée essentiellement sur une précision de Strabon, l'édifice se dresse sur l'esplanade du Circus Flaminius, à hauteur de l'Île Tibérine.

« Ajoutons que tout à côté, et indépendamment d'une autre grande plaine bordée ou entourée de portiques, il existe plusieurs bois sacrés, trois théâtres, un amphithéâtre et différents temples tous contigus les uns aux autres [...] »

— Strabon, Géographie, V, 3, 8
Strabon mentionne une « grande plaine » autre que le Campus Martius proprement dit, se référant probablement au Campus Flaminius. Cette interprétation se confirme lorsqu'il évoque trois théâtres qui peuvent être identifiés aux théâtres de Pompée, de Balbus et de Marcellus, tous situés autour du Circus Flaminius. L'amphithéâtre, qui nécessite un espace dégagé important, devait se situer près du Monte dei Cenci, entre le temple de Mars au nord-ouest et le temple de Castor et Pollux au sud-est. Cette hypothèse s'appuie également sur des notes du Piranèse qui affirme avoir identifié les vestiges de gradins d'un théâtre sous le Palazzo Cenci en 1762.

### Deuxième hypothèse
Une deuxième hypothèse propose d'identifier l'amphithéâtre à une des deux légères élévations circulaires au nord du Champ de Mars, relief qui se serait formé par le recouvrement des vestiges de l'édifice. Le premier de ces deux reliefs, le Monte Giordano, se trouve au nord-ouest de la zone, près du stade de Domitien, mais selon une théorie récente, il serait issu de l'accumulation de dépôts charriés par le Tibre et non d'un monticule de débris créé lors de l'effondrement d'un édifice imposant.
Le deuxième relief, le Monte Citorio, se situe au nord-est du Panthéon d'Agrippa, où se trouve actuellement l'obélisque du Montecitorio. Cette hypothèse est défendue par Ernest Breton qui affirme que « les débris [de l'amphithéâtre] ont formé la petite éminence occupée aujourd'hui par la place de Monte Citorio ».

### Troisième hypothèse
Enfin, une dernière hypothèse, qui se base sur une étude de l'évolution de l'incendie de 64 qui a touché l'édifice et non les trois théâtres mentionnés par Strabon, place l'amphithéâtre dans la partie sud-est du Champ de Mars, dans la zone baptisée Aemiliana. L'édifice, suffisamment éloigné des théâtres, a pu être touché par l'incendie lors du second départ.

## Histoire
La construction de l'amphithéâtre, ordonnée par Titus Statilius Taurus, débute peu après son triomphe pour ses victoires en Afrique (ex Africa). Statilius Taurus, consul une première fois en 37 av. J.-C. puis une deuxième fois avec Auguste en 26 av. J.-C., grand général et politicien respecté, est parvenu à se constituer une grande fortune lui permettant d'assurer la construction à ses propres frais. L'amphithéâtre privé, est inauguré en 29 av. J.-C. Statilius Taurus organise des combats de gladiateurs lors de l'ouverture au public,. En remerciement, le peuple romain lui reconnaît le droit annuel de nommer chaque année un des préteurs. Il se pourrait que Statilius Taurus ait fait bâtir ce monument sur demande d'Auguste, ce dernier encourageant ses amis les plus riches à mettre à profit leur fortune pour embellir la cité.
Des spectacles y sont organisés par Auguste puis, selon Suétone, l'empereur Caligula y donne des combats de gladiateurs,, ce que contredit Dion Cassius selon lequel Caligula dédaigne cet amphithéâtre.
L'amphithéâtre est détruit lors du grand incendie de Rome en 64 ap. J.-C,. Néron aurait alors reconstruit sur ses ruines un amphithéâtre en bois,, bien que l'emplacement de cet édifice soit encore très discuté.

## Description
C'est un amphithéâtre construit en pierre, le premier de ce type à Rome, bien qu'une grande partie de l'édifice soit en bois, comme l'arène et les gradins, ce qui explique sa vulnérabilité lors de l'incendie de 64 et le fait qu'il n'ait laissé aucune trace. Il devait être de petites dimensions étant donné qu'il n'est pas utilisé lors des grands spectacles.

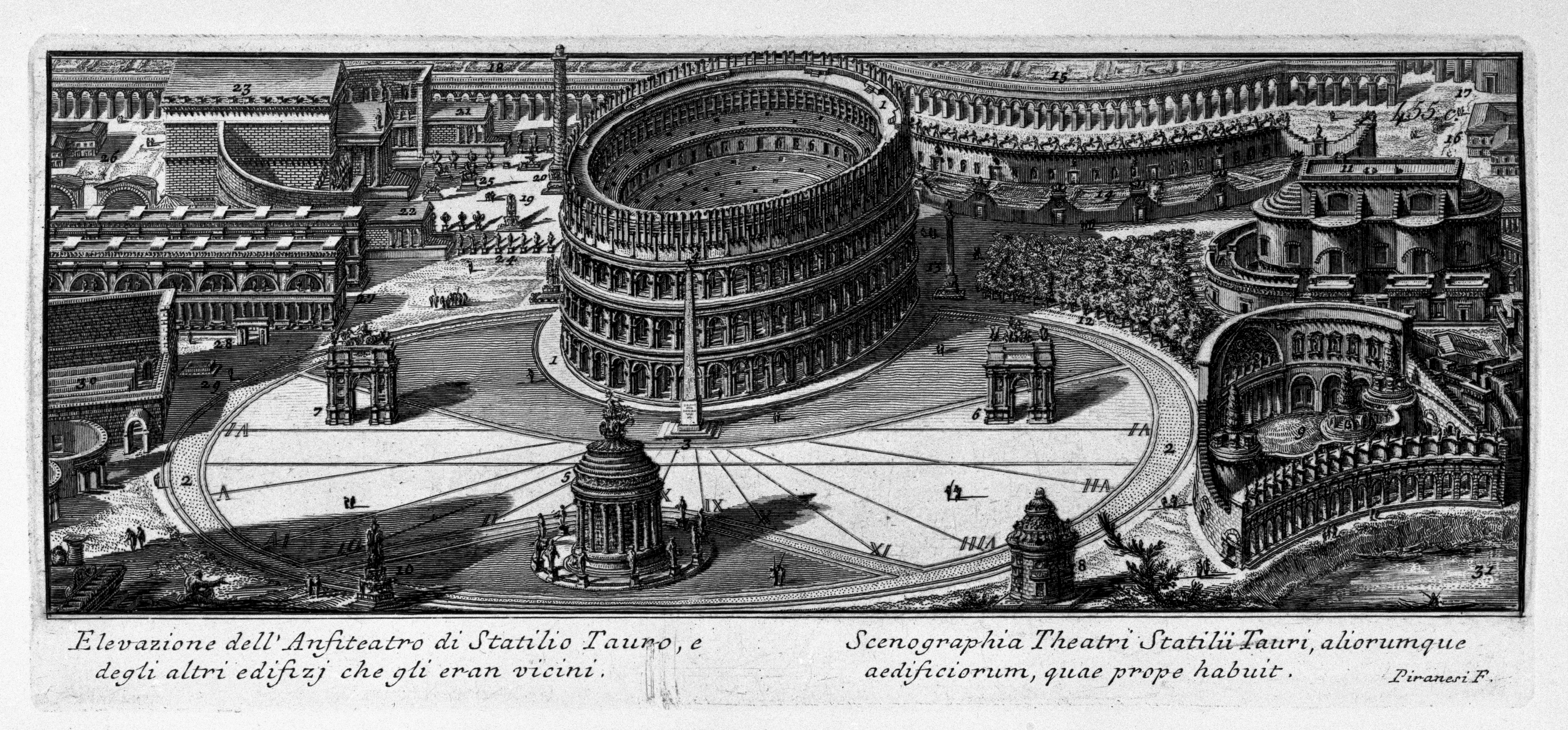
L'amphithéâtre de Statilius Taurus dans une mise en scène de Piranèse, 1762.